# Frank Connah
Frank Arthur Connah (1884 – 20. december 1954) var en walisisk hockeyspiller som deltog i OL 1908 i London.
Connah vandt en bronzemedalje i hockey under OL 1908 i London. Han var med på det walisiske hold som kom på en delt tredjeplads i hockeyturneringen.